# Tetragonorrhina induta
Tetragonorrhina induta är en skalbaggsart som beskrevs av Oliver Erichson Janson 1877. Tetragonorrhina induta ingår i släktet Tetragonorrhina och familjen Cetoniidae. Inga underarter finns listade i Catalogue of Life.

## Bildgalleri

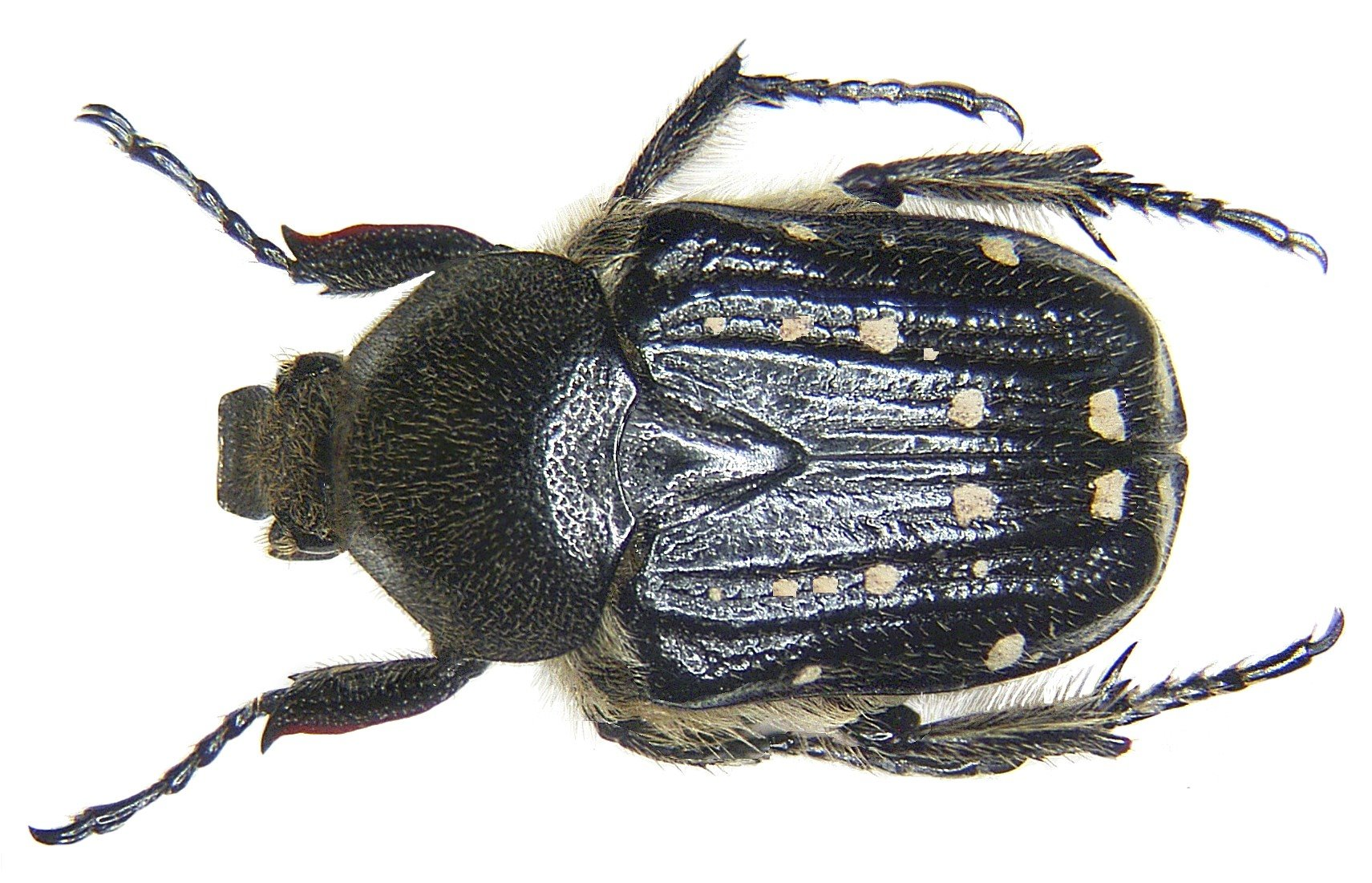